# 渡部泰明
渡部 泰明（わたなべ やすあき、1957年2月1日 - ）は、日本文学研究者。専門は和歌文学。学位は、博士（文学）（東京大学・1999年）（学位論文「中世和歌の生成」）。東京大学名誉教授。国文学研究資料館館長、放送大学非常勤講師（2021年度現在）。日本学術会議会員。
東京都生まれ。学生時代は演劇活動をしており、野田秀樹とともに夢の遊眠社の旗揚げに参画した。

## 略歴
- 1981年3月 東京大学文学部卒業（国文学専修課程）
- 1986年3月 東京大学大学院人文科学研究科国語国文学専門課程博士課程中退
- 1986年4月 東京大学文学部助手
- 1988年4月 フェリス女学院大学文学部専任講師
- 1991年4月 フェリス女学院大学文学部助教授
- 1993年4月 上智大学文学部助教授
- 1999年4月 東京大学大学院人文社会系研究科助教授
- 2006年10月 東京大学大学院人文社会系研究科教授
- 2021年4月 国文学研究資料館館長

## 受賞歴
- 1988年 「藤原俊成における『姿』」ほかにより日本古典文学会賞受賞。
- 2018年 『中世和歌史論』で、角川源義賞受賞。
- 2023年 紫綬褒章受章[2]

## 著書

### 著作
- 『中世和歌の生成』若草書房〈中世文学研究叢書〉、1999年。
- 『和歌とは何か』岩波新書、2009年。ISBN 978-4-0043-1198-0。
- 『古典和歌入門』岩波ジュニア新書、2014年。ISBN 978-4-0050-0775-2。
- 『絵でよむ百人一首』朝日出版社、2014年。ISBN 978-4-255-00797-7。
- 『中世和歌史論　様式と方法』岩波書店、2017年
- 『和歌史 なぜ千年を越えて続いたか』角川選書、2020年
- 『日本文学と和歌　放送大学教材』放送大学教育振興会、2021年
- 『雲は美しいか　和歌と追想の力学』平凡社ブックレット〈書物をひらく〉、2023年

### 共著・編集
- 『秘儀としての和歌―行為と場』編 有精堂出版（日本文学を読みかえる）1995年
- 『歌われた風景』川村晃生共責任編集 笠間書院 2000
- 『これでかるた名人―シートで覚える「あいうえお順百人一首」』新井正義、内田正俊、畠山俊共著　真珠書院、2001。明治書院、2013
- 『和歌をひらく』全5巻　浅田徹、勝原晴希、鈴木健一共編　岩波書店、2005-2006
- 『源氏物語と和歌』小嶋菜温子共編 青簡舎 2008
- 『大学生のための文学レッスン 古典編』蔦尾和宏、中野貴文、平野多恵共編著 三省堂 2010
- 島内裕子共編 著、放送大学教育振興会 編『和歌の心と情景　放送大学教材』2010年。ISBN 978-4-5953-1193-2。
- 『聖なる声 和歌にひそむ力』錦仁共編 三弥井書店 2011
- 『天皇の歴史 10巻 天皇と芸能』阿部泰郎、鈴木健一、松澤克行共著、講談社 2011／講談社学術文庫 2018
- 『恋いのうた。 うた恋い。和歌撰』杉田圭・画、メディアファクトリー 2013
- 島内裕子共 編『和歌文学の世界　放送大学教材』放送大学教育振興会、2014年。ISBN 978-4-5953-1470-4。
- 『日本文学の表現機構－読解講義』安藤宏、高田祐彦共著 岩波書店 2014
- 『和歌のルール』編 和歌文学会監修 笠間書院 2014
- 『国語をめぐる冒険』平野多恵、出口智之、田中洋美、仲島ひとみ共著 岩波ジュニア新書 2021
- 『古今和歌集 「祈り」の三十一文字』100分de名著：NHK出版、2023年11月放送テキスト

### 監修
- 杉田圭・画『うた恋い。超訳百人一首』メディアファクトリー、2013年。新版・KADOKAWA 2023
- 『百人一首を知りたい カラー図説百人一首』学研パブリッシング編、学研マーケティング、2013年。ISBN 978-4-0540-5897-2。
- 『百人一首人物大事典』監修 グラフィオ編 金の星社 2016
- 『和歌文学大系』明治書院。全80巻、師・久保田淳から引き継いだ